# Hugo von Zeipel
Edvard Hugo von Zeipel, född den 8 februari 1873 i Österhaninge, död den 8 juni 1959 i Uppsala, var en svensk professor i astronomi. Han var sonson till Carl Samuel Fredrik von Zeipel och brorson till Evald Victor von Zeipel.

## Biografi
Hugo von Zeipel var räknebiträde och assistent vid Stockholms observatorium 1897–1900, räknebiträde vid Pulkovo-observatoriet 1901–1902, och amanuens vid Uppsala observatorium 1903. Efter doktorsavhandlingen 1904, som behandlade störningar inom trekropparsproblemet, blev han docent i astronomi vid Uppsala universitet samma år och sedan observator där 1911. Efter att 1914 ha avböjt en kallelse till en professur i astronomi vid tyska universitetet i Prag blev han, sedan riksdagen beviljat anslag till en för honom inrättad personlig professur, professor i astronomi (med examinationsskyldighet i geodesi) vid Uppsala universitet 1920. Åren 1926–1933 var han ordförande i Svenska astronomiska sällskapet. Han lämnade befattningen som professor i astronomi 1938.
Hugo von Zeipel deltog som astronom-geodet i de svensk-ryska gradmätningsarbetena på Spetsbergen 1898, 1901 och 1902 samt ledde 1914 en av Vetenskapsakademiens solförmörkelseexpeditioner till Strömsund. Han blev ledamot av Vetenskapsakademien 1915 och av Vetenskapssocieteten i Uppsala 1917.
Större delen av von Zeipels vetenskapliga produktion tillhör den teoretiska astronomin, särskilt den celesta mekaniken och astrofysiken, men han publicerade även flera arbeten inom stellarastronomin och den praktiska astronomin. Han formulerade 1924 ett teorem som bär hans namn.
Hugo von Zeipel är gravsatt på Uppsala gamla kyrkogård.

## Utmärkelser
Nedslagskratern Von Zeipel på månen och asteroiden 8870 von Zeipel är uppkallade efter honom.